# Rejets d'eau radioactive de la centrale nucléaire de Fukushima Daiichi

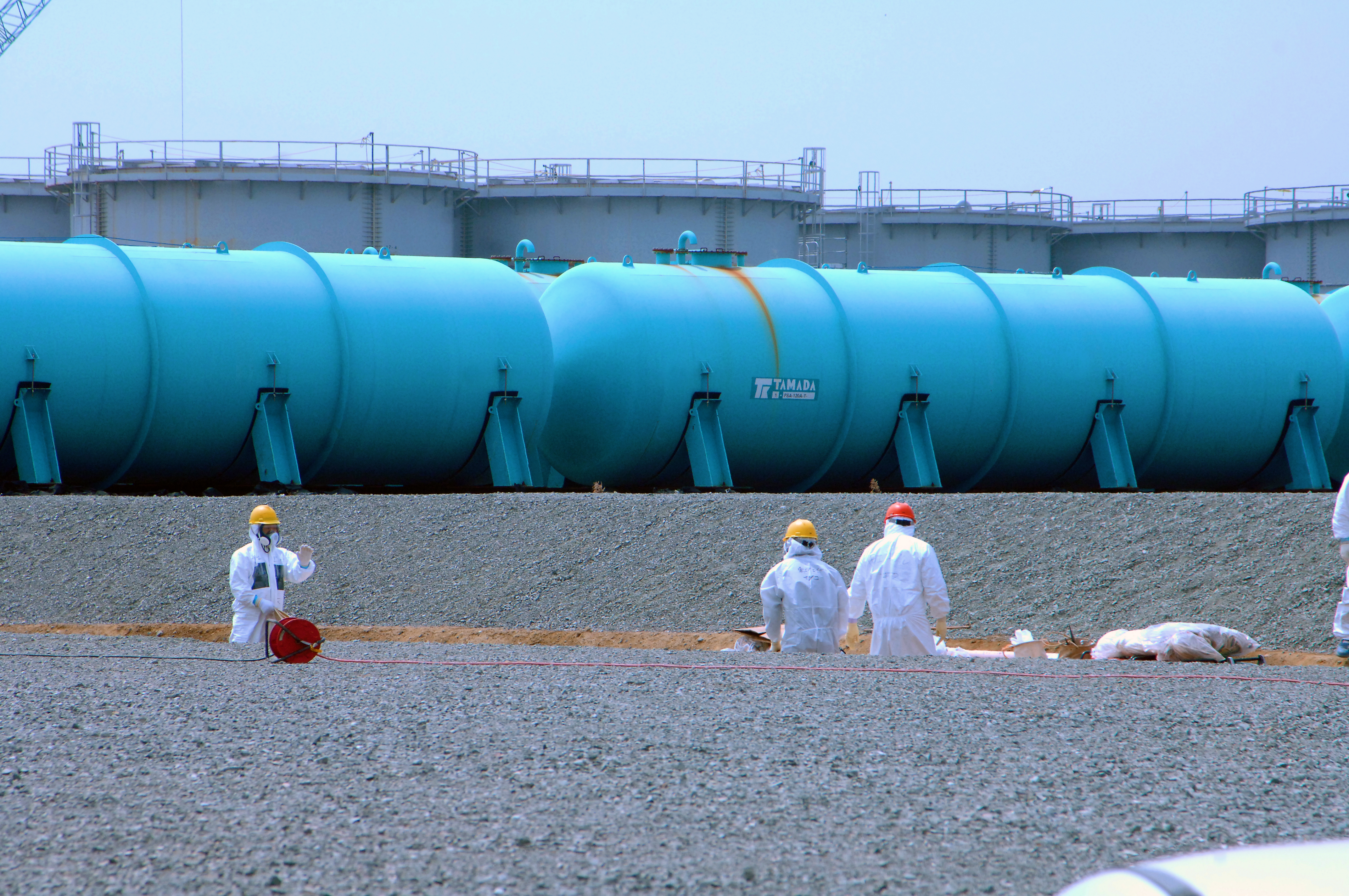
Trois types de réservoirs

Des eaux usées radioactives ont été déversées dans l'océan Pacifique depuis la catastrophe nucléaire de Fukushima Daiichi le 11 mars 2011 au Japon.

## Rejet dans les eaux souterraines par fuite

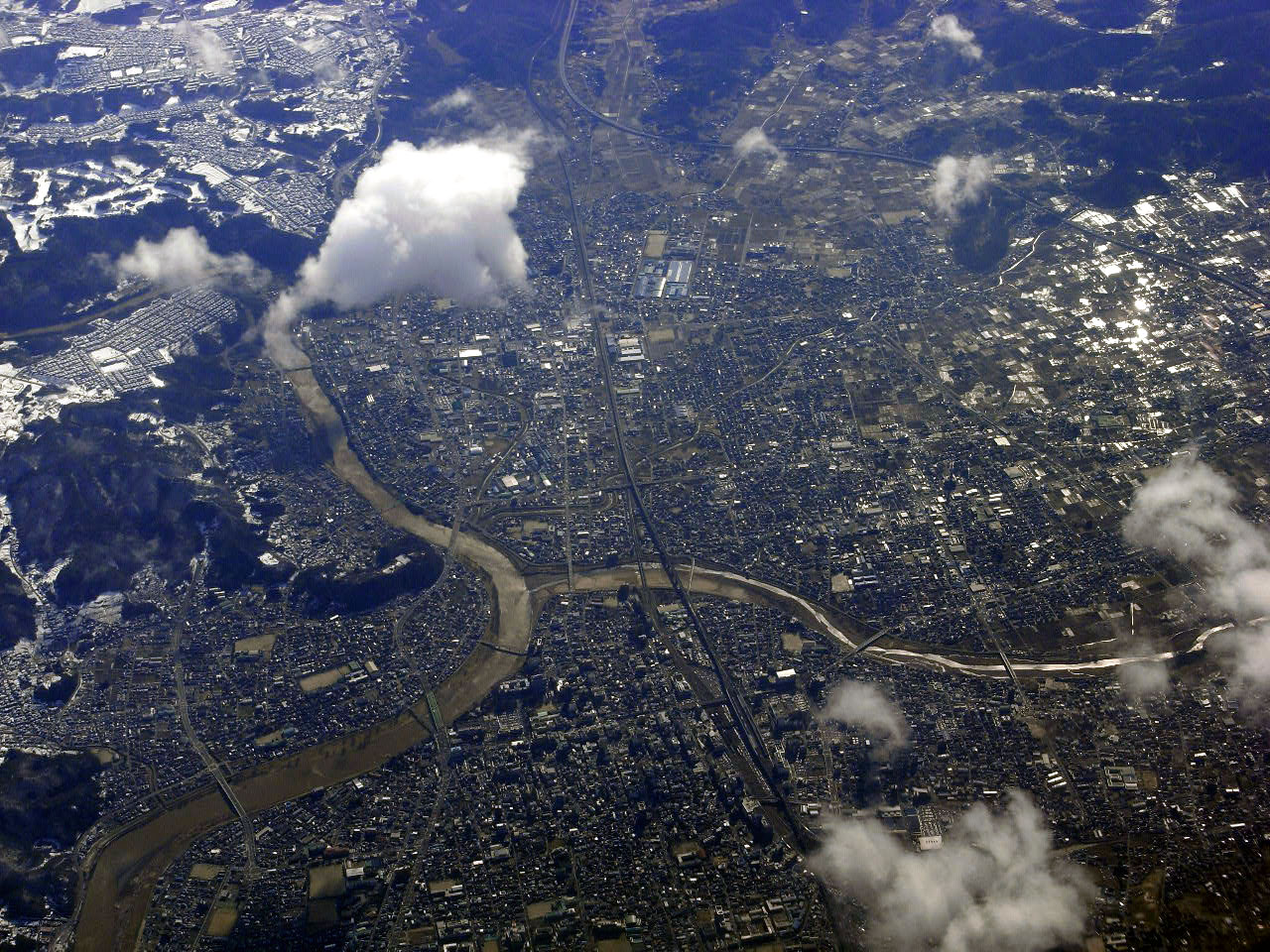
La rivière Abukuma a été interdite de pêche pendant 10 ans pour des raisons de radioactivité. Elle a rouvert en avril 2021.

En juin 2011 initialement, la plus grande menace était la fuite de césium des réacteurs nucléaires dans le Pacifique. Au fil du temps, les eaux souterraines sont devenues la principale source de fuites. Alors que le sol absorbe naturellement le césium des eaux souterraines, le strontium et le tritium s'écoulent plus librement à travers le sol dans l'océan.
Malgré le déni répété de fuites, l'exploitant de la centrale nucléaire, la Tokyo Electric Power Company (TEPCO), a finalement admis le 22 juillet 2013 que des fuites, longtemps suspectées, se produisaient effectivement dans les eaux souterraines et dans le Pacifique. Depuis lors, TEPCO a toujours été malhonnête sur ses chiffres et a perdu la confiance du public,,,. Par exemple, en 2014, TEPCO a blâmé sa propre méthode de mesure et a révisé les estimations de strontium dans un puits d'eau souterraine en juillet 2013 à 5 millions de becquerels par litre, soit 160 000 fois la norme de rejet.
Le rapport de l'UNSCEAR en 2020 a conclu à  la libération directe d'environ 60 TBq [térabecquerel, 10 12 Bq] de césium 137 dans les eaux souterraines s'écoulant du site jusqu'en octobre 2015, date à laquelle des mesures ont été prises pour réduire ces rejets, et environ 0,5 TBq par an par la suite.

### Dépôt dans les rivières
Les dépôts indirects dans les rivières proviennent du rejet direct antérieur dans l'atmosphère, selon le rapport de l'UNSCEAR en 2020, des rejets indirects continus d'environ 5 à 10 T Bq [térabecquerel, 10 12 Bq] de césium-137 par an via les rivières drainant les bassins versants.

## Rejet dans l'océan par déversement

### Immédiatement après la catastrophe
Le 5 avril 2011, l'exploitant de la centrale nucléaire, TEPCO a rejeté 11 500 tonnes d'eau non traitée dans l'océan Pacifique afin de libérer de l'espace de stockage pour une eau encore plus radioactive. Ces eaux non traitées étaient les moins contaminées radioactivement parmi les eaux stockées, mais toujours 100 fois la limite légale,. En mai 2011, 300 000 tonnes supplémentaires d'eau radioactive non traitée ont été déversées dans des réservoirs d'eau libres.
Le rapport de l'UNSCEAR en 2020 a déterminé  des rejets directs au cours des trois premiers mois s'élevant à environ 10 à 20 PBq [petabecquerel, 10 15 Bq] d'iode-131 et environ 3 à 6 PBq de césium-137. Environ 82 pour cent ayant coulé dans la mer avant le 8 avril 2011.

### Approbation finale du gouvernement en 2021

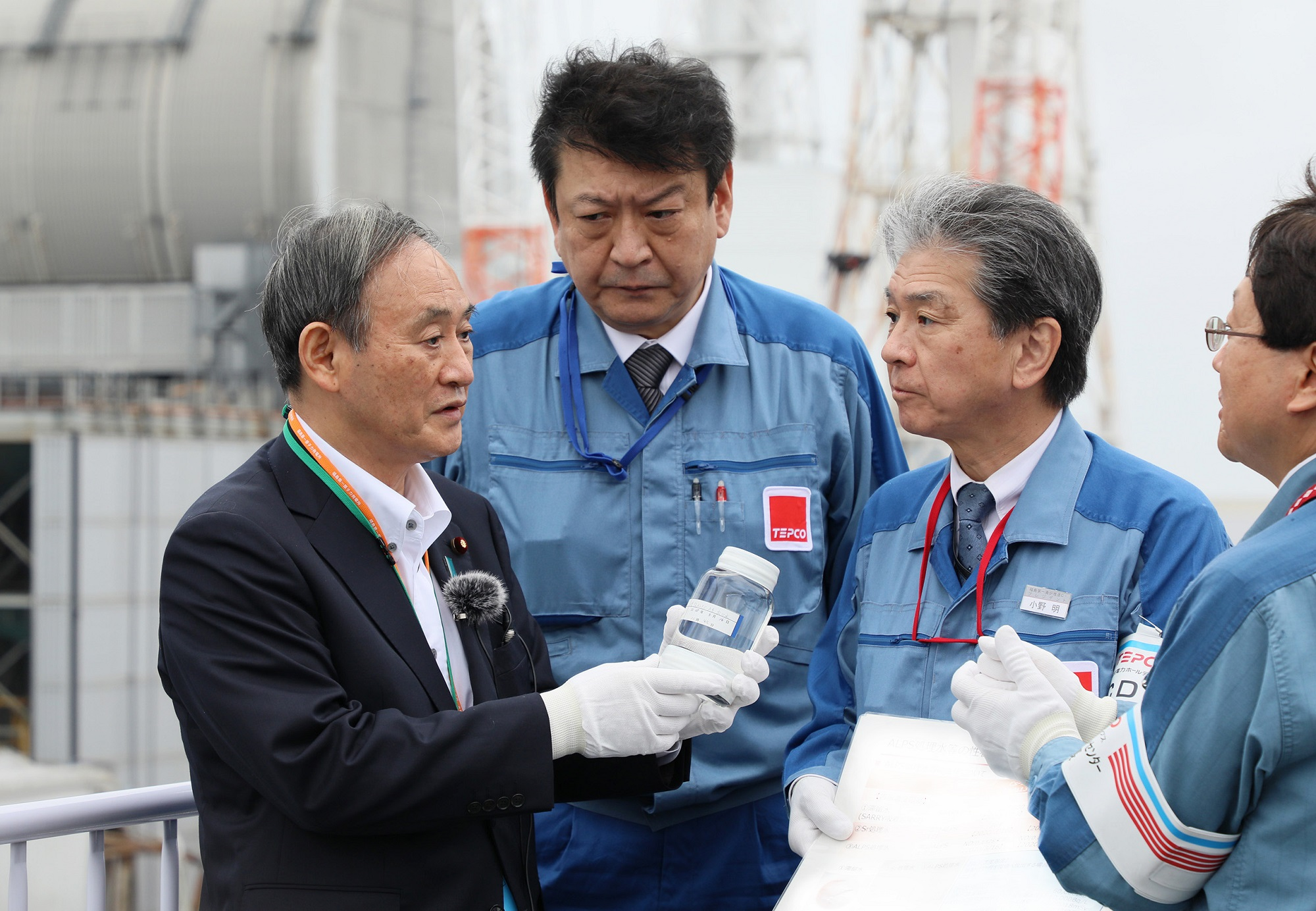
Le Premier ministre Yoshihide Suga a refusé de boire la bouteille d'eau radioactive traitée qu'il tenait. Il visitait la centrale nucléaire de Fukushima Daiichi, six jours après être devenu Premier ministre. Septembre 2020.

Depuis l'accident nucléaire de Fukushima en 2011, la centrale nucléaire a accumulé 1,25 million de tonnes d'eaux usées, stockées dans 1 061 réservoirs sur les terres de la centrale nucléaire, en mars 2021. Il manquera de superficie de terrain pour les réservoirs d'eau d'ici 2022. Il a été suggéré que le gouvernement aurait pu résoudre le problème en allouant des terres entourant la centrale électrique pour des réservoirs d'eau puisque ces terres ont été désignées de toute façon comme impropres aux activités humaines, mais le gouvernement était réticent à agir,,. Mainichi Shimbun a critiqué le gouvernement pour n'avoir montré aucune sincérité, et avoir poussé unilatéralement l'argument selon lequel il n'y aura plus assez d'espace de stockage.
Le 13 avril 2021, le cabinet du Premier ministre Yoshihide Suga a approuvé à l'unanimité que TEPCO rejette l'eau stockée dans l'océan Pacifique sur une période de 30 ans. Le Cabinet a affirmé que l'eau déversée serait traitée et diluée selon la norme de potabilité,. En revanche, le Premier ministre a refusé de boire une tasse d'eau traitée qui lui a été offerte lors de sa visite à la centrale électrique en 2020.
L'idée du déversement avait été lancée par des experts et des fonctionnaires japonais dès juin 2016.

#### Traitement de l'eau (2013-)

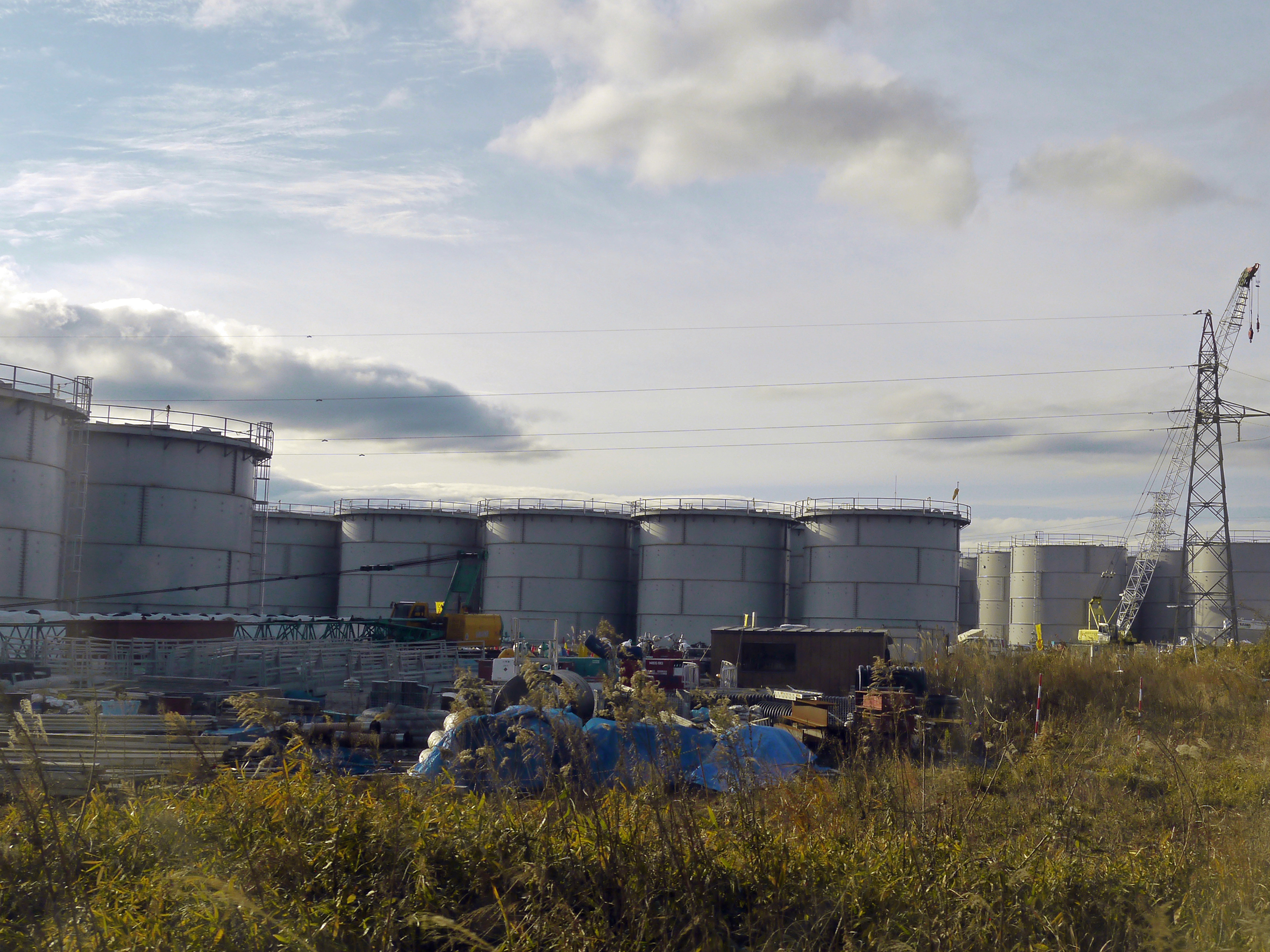
Réservoirs de stockage. Fukushima Daiichi.

L'eau déversée avant 2013 n'a pas été traitée. Le traitement de l'eau a commencé en mars 2013 sous le nom de « Advanced Liquid Processing System » (ALPS, japonais : 多核種除去設備). ALPS a été conçu pour éliminer les radionucléides, mais il n'a pas pu éliminer le tritium, un isotope de l'hydrogène.
Le processus de traitement a commencé en versant chaque jour 400 tonnes d'eau dans les bâtiments du réacteur endommagés pour les refroidir de la fusion nucléaire. De plus, 400 tonnes supplémentaires d'eaux souterraines s'infiltraient dans les sous-sols des bâtiments et devenaient contaminées radioactivement chaque jour. Ainsi, 800 tonnes d'eau ont été pompées chaque jour et traitées pour l'élimination du césium et le dessalement. Alors que la moitié de l'eau pompée a été réutilisée pour refroidir les réacteurs, les 400 tonnes restantes se sont retrouvées dans des réservoirs de stockage. À partir de 2020, l'eau contaminée qui en a résulté a été réduite à 170 tonnes métriques par jour.
28 % de l'eau avait été traitée au niveau requis en décembre 2019. La quantité de tritium dans l'eau était d'environ 856 térabecquerels et la concentration moyenne de tritium était d'environ 0,73 mégabecquerels par litre, en octobre 2019.

#### Plan de rejet de l'eau traitée
En 2023, validé par l'AIEA, critiqué par la Chine, la Corée du Sud, et les pêcheurs de la région  de Fukushima le plan de rejet du gouvernement japonais prévoit de rejeter 1,33 million de tonnes d'eau dans l'océan « traitée par le Système avancé de traitement des liquides (ALPS) afin d’éliminer la quasi-totalité de la radioactivité, à l’exception du tritium. ». « Les rejets contrôlés et progressifs de l'eau traitée dans la mer [...] auraient un impact radiologique négligeable sur la population et l'environnement ».
Les rejets commencent le 22 août 2023 et s'étaleront sur 30 ans. L'eau contaminée a été traitée dans une succession de filtres et de réactions chimiques qui éliminent 62 des 63 radionucléides qui la contaminent. Seul reste le tritium ; les 1,33 Mt d'eau à rejeter contiennent seulement 6 grammes de tritium, représentant 1 pétabecquerel. En comparaison, l'océan Pacifique contient déjà 8 400 g de tritium. Tepco dilue cette eau tritiée à de l'eau de mer « propre » pour que sa concentration en tritium tombe à 1 500 becquerels par litre, alors que le standard acceptable par l'OMS est de 10 000 becquerels par litre. Les rejets prévus chaque année sont de 0,022 pétabecquerel ou 0,06 gramme de tritium, soit un volume très inférieur à ce que rejettent, dans le même temps, les centrales nucléaires, non endommagées, de Corée, de Chine ou d'Europe. Sur les trente prochaines années, le site japonais va ainsi relâcher le volume de tritium que le site nucléaire de la Hague rejette en trente jours.

### Réactions aux déversements

#### Panels officiels de science nucléaire
- Un groupe d'experts japonais mis en place par le Premier ministre Abe a publié un rapport en janvier 2020 qui calculait que le rejet de toute l'eau dans la mer en un an entraînerait une dose de rayonnement de 0,81 microsieverts aux habitants, donc négligeable par rapport aux Japonais. un rayonnement naturel de 2 100 microsieverts par an[28]. L'Agence internationale de l'énergie atomique approuvé en 2020 sa méthode de calcul des doses, le cas échéant[29]. Elle considère que les rejets programmés « satisfont aux normes internationales de sûreté » et auraient un impact « négligeable sur la population et l'environnement »[27].
- Un rapport officiel sud-coréen de 2020 a révélé que l'eau traitée ne présentait « no problem in terms of science », aucun problème en termes de science[30],[31].
- Une lettre ouverte de plusieurs chercheurs australiens du nucléaire, emmenés par Tony Irwin de l'Australian National University, déclare que « ces rejets sont raisonnables et sûrs » et conclut : « Au final, nous espérons que la science va l'emporter »[27].

#### Public japonais
- Un groupe de professeurs de politique publique a souligné le manque de recherche sur les effets nocifs du tritium. Il a également critiqué le manque de sincérité du gouvernement quant à l'acceptation de propositions alternatives d'élimination, car les propositions étaient toujours mises de côté après une discussion «procédurale»[6].

- Une enquête menée par Asahi Shimbun en décembre 2020 a révélé, parmi 2126 répondants, que 55 % des Japonais s'opposaient au déversement et 86 % s'inquiétaient de l'accueil international[32].
- En 2015, Hirose Naomi, PDG de TEPCO, a promis par écrit aux coopératives de pêche de Fukushima que TEPCO ne rejetterait pas l'eau avant de consulter l'industrie de la pêche (en)[33]. Les coopératives se sont senties contournées et trahies par la décision du gouvernement[21].

#### Réactions internationales
En opposition

JaponEn supportEn opposition

- Baskut Tuncak, Rapporteur spécial des Nations Unies sur les substances toxiques et les droits de l'homme, a écrit sur Kyodo News au Japon que [trad 5] pour les communautés de Fukushima [. . . ] C'est leur droit fondamental de ne [...] pas être délibérément exposé à une contamination radioactive supplémentaire. Ces droits devraient être pleinement respectés et ne pas être bafoués par le gouvernement de Tokyo. [. . . ] « Cela m'attriste de penser qu'un pays qui a souffert des horreurs d'être le seul pays sur lequel non pas une mais deux bombes nucléaires continueraient sur une telle voie pour faire face aux séquelles radioactives de la catastrophe de Fukushima Daiichi. » " [34] Greenpeace et trois autres rapporteurs de l'ONU, respectivement, ont émis une condamnation faisant écho de ces sentiments[35],[36].

- Les voisins du Japon ont exprimé leur opposition, y compris les gouvernements de la Corée du Sud[37], la Corée du Nord[38], Taiwan[39], Chine[40], Russie[41], et des Philippines[42].

En soutien
- Le plus haut responsable de l'Agence internationale de l'énergie atomique Rafael Grossi est parvenu à un consensus avec les autorités japonaises le 23 mars 2021, trois semaines avant que les Japonais annoncent leur approbation au déversement de l'eau[21].

- Le Secrétaire d'État des États-Unis Antony Blinken déclare le 13 avril 2021 : «Nous remercions le Japon pour ses efforts transparents dans sa décision d'éliminer l'eau traitée du site de Fukushima Daiichi»[20]. L'envoyé américain pour le climat, John Kerry, soutient également le Japon[43].

## Rejet dans l'atmosphère

Concentration de césium 137 dans l'air, 19 mars 2011

Parmi toutes les matières radioactives rejetées, la plupart provenaient de fuites dans l'atmosphère immédiatement après la catastrophe, qui se sont finalement déposées à 80 % au-dessus du Pacifique (et certaines au-dessus des rivières), selon le rapport de l'UNSCEAR en 2020. Il a également déterminé que «les rejets totaux dans l'atmosphère d'iode-131 et de césium-137 variaient généralement entre environ 100 et environ 500 PBq [petabecquerel, 10 15 Bq] et 6 à 20 PBq, respectivement. Les fourchettes correspondent à environ 2 % à 8 % de l'inventaire total d'iode-131 et environ 1 % à 3 % de l'inventaire total de césium-137 dans les trois unités opérationnelles (unités 1 à 3).

## Effets environnementaux

### Opinion générale
Il existe un consensus parmi les scientifiques sur le fait que l'impact sur la santé est minime, mais on ne peut pas dire que le risque est nul, ce qui cause la controverse, a déclaré à l'AFP Michiaki Kai, un expert nucléaire japonais. Les scientifiques et les responsables affirmant que l'eau traitée est scientifiquement sûre sont généralement accueillis avec scepticisme car ils refusent de consommer eux-mêmes l'eau traitée. En outre, la présentation de la science seule n'a pas encore gagné la confiance du public, car TEPCO a toujours été malhonnête sur les fuites alors que l'attitude du gouvernement était jugée peu sincère par le public,,,.

### Données sur les concentrations
Les concentrations ont diminué plus rapidement dans les eaux côtières que dans les sédiments côtiers. En 2013, les concentrations de césium-137 dans les eaux côtières de Fukushima étaient proches du niveau d'avant l'accident. Cependant, les sédiments côtiers sont «influencés par les apports de césium 137 lié aux minéraux argileux dans les sédiments. On pense maintenant que l'inventaire du césium 137 dans les sédiments côtiers dépasse l'inventaire de la colonne d'eau sus-jacente et que les sédiments pourraient fournir une source à long terme de césium 137 dans l'eau de mer.
Les données sur les chaîne alimentaire marine indiquent que leurs concentrations radioactives chutent vers les niveaux initiaux. 41 % des échantillons capturés au large de la côte de Fukushima en 2011 avaient des concentrations de césium 137 supérieures à la limite légale (100 becquerels par kilogramme), et ce chiffre était tombé à 0,05 % en 2015. La Food and Drug Administration des États-Unis a déclaré en 2021 que la FDA n'a aucune preuve que les radionucléides de l'incident de Fukushima sont présents dans l'approvisionnement alimentaire américain à des niveaux dangereux". Pourtant, la seule présentation de la science n'a pas aidé les clients à regagner leur confiance dans la consommation des produits de la pêche de Fukushima.

### Comparaison avec d'autres installations nucléaires
En avril 2021, la quantité totale de tritium stockée dans la centrale nucléaire de Fukushima Daiichi était d'environ 860 térabecquerels (TBq). En comparaison avec les rejets de tritium des installations nucléaires à travers le monde, voir le tableau ci-dessous.
| Emplacement  | Installation nucléaire                           | Le plus proche des eaux | Liquide (TBq) | Vapeur (TBq) | Total (TBq) | Année |
| ------------ | ------------------------------------------------ | ----------------------- | ------------- | ------------ | ----------- | ----- |
| Royaume-Uni  | Centrale nucléaire de Heysham B                  | Mer d'Irlande           | 396           | 2,1          | 398         | 2019  |
| Royaume-Uni  | Installation de retraitement de Sellafield       | Mer d'Irlande           | 423           | 56           | 479         | 2019  |
| Roumanie     | Unité 1 de la centrale nucléaire de Cernavodă    | Mer Noire               | 140           | 152          | 292         | 2018  |
| France       | Usine de retraitement de la Hague                | Manche                  | 11 400        | 60           | 11 460      | 2018  |
| Corée du sud | Centrale nucléaire de Wolsong                    | Mer du Japon            | 25            | 110          | 135         | 2018  |
| Corée du sud | Centrale nucléaire de Kori                       | Mer du Japon            | 50            | 16           | 66          | 2018  |
| Taiwan       | Centrale nucléaire de Ma'anshan                  | Détroit de Luçon        | 35            | 9.4          | 44          | 2015  |
| Chine        | Centrale nucléaire de Fuqing                     | Détroit de Taïwan       | 52            | 0,8          | 52          | 2020  |
| Chine        | Centrale nucléaire de Sanmen                     | Mer de Chine orientale  | 20            | 0,4          | 20          | 2020  |
| Canada       | Centrale nucléaire de Bruce A, B                 | Grands Lacs             | 756           | 994          | 1 750       | 2018  |
| Canada       | Centrale nucléaire de Darlington                 | Grands Lacs             | 220           | 210          | 430         | 2018  |
| Canada       | Unités de la Centrale nucléaire de Pickering 1-4 | Grands Lacs             | 140           | 300          | 440         | 2015  |
| États-Unis   | Centrale nucléaire de Diablo Canyon Canyon 1, 2  | océan Pacifique         | 82            | 2,7          | 84          | 2019  |